# Eugène De Greef

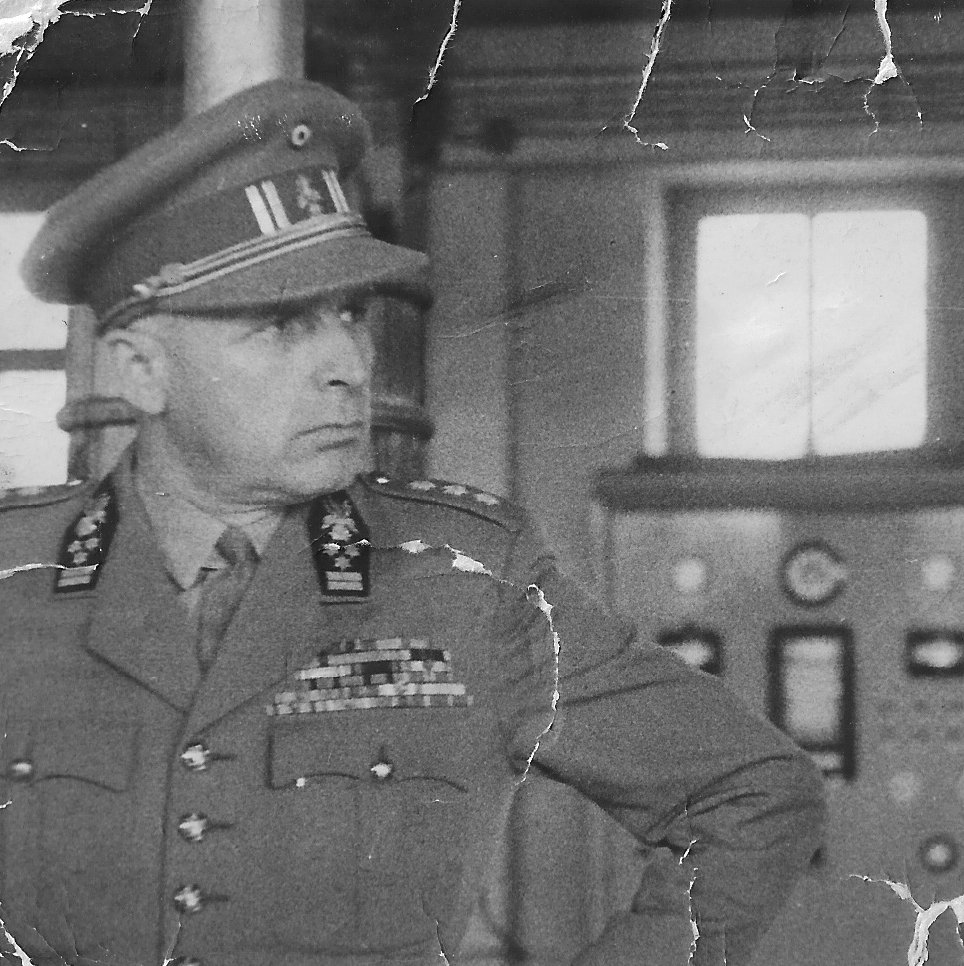
Eugène De Greef

Etienne Eugène De Greef (Halle, 31 augustus 1900 - Brussel, 14 februari 1995) was een Belgisch militair en minister van Landsverdediging.

## Levensloop
Na studies aan de Koninklijke Militaire School werd De Greef actief in de Genie van het Belgische Leger.
Op het moment dat het Belgische leger zich naar aanloop van de Tweede Wereldoorlog in augustus 1939 mobiliseerde, werd hij benoemd tot commandant van het Vierde Bataljon van de Transmissietroepen. Toen het Belgische leger na de Achttiendaagse Veldtocht capituleerde, werd De Greef in krijgsgevangenschap meegenomen naar Duitsland. Na zijn vrijlating keerde hij in oktober 1940 terug naar België en werd De Greef actief in het Verzet.
Na de Bevrijding werkte hij van 1944 tot 1946 als kabinetsattaché op het ministerie van Defensie, waarna hij van 1946 tot 1950 belangrijke functies uitoefende aan de Koninklijke Militaire School.
Van 1950 tot 1954 was hij minister van Landsverdediging en De Greef was hierdoor de (voorlopig) laatste beroepsmilitair die dit ambt uitoefende. Na het einde van zijn ministerfunctie keerde hij als generaal-majoor terug naar het Belgische leger. Later verwierf hij de rang van luitenant-generaal. In 1961 ging hij met pensioen, waarna hij door koning Boudewijn als baron in de Belgische adel werd opgenomen.